# Боу Ајланд (Алберта)
Боу Ајланд (енгл. Bow Island) је варошица у јужном делу канадске провинције Алберта и део је статистичке регије Јужна Алберта. Варошица је смештена на реци Јужни Саскачеван на 320 км југоисточно од Калгарија и неких 100 км северно од границе са америчком савезном државом Монтана. Варош се налази између градова Летбриџ и Медисин Хет.
Село Боу Ајланд настало је у марту 1910, а већ 1912. добило је и данашњи статус. Боу Ајланд је билоо једно од првих насеља у Алберти које је поседовало бушотине природног гаса који се интензивно искориштавао у привреди и домаћинствима. Средином прошлог века за околно плодно земљиште које окружује насеље (укупно 445 км² плодних ораница) израђен је сложен систем за наводњавање који је повећао продуктивност пољопривредног земљишта. Једна од највећих светских компанија за производњу семена уљарица налази се у овом градићу (Spitz company), и ту се производе углавном семена сунцокрета и бундеве. Најважније пољопривредне културе по којима је област позната су махунарке, посебно пасуљ, грашак и сочиво.
Занимљиво је да насеље носи име по маленом острву које се налази неких 25 км западније, на сутоку река Боу и Олдмен.
Према резултатима пописа становништва из 2011. у вароши је живело 2.025 становника у 670 домаћинстава што је за чак 13,1% више у односу на попис из 2006. када је регистровано 1.790 житеља.

## Становништво
| 2006. | 2011. |
| ----- | ----- |
| 1.790 | 2.025 |